# Charles Kreische
Charles Kreische (* 23. September 1995 in Cottbus) ist ein deutscher Musicaldarsteller.

## Leben
Charles Kreische wuchs in Cottbus auf. Mit 6 Jahren wurde er Mitglied im Kinderchor des Staatstheaters Cottbus und stand dort in zahlreichen Opern, wie La Bohème, Der Rosenkavalier oder Das Rheingold auf der Bühne. Ab seinem zwölften Lebensjahr bekam er Gesangsunterricht am Cottbuser Konservatorium.
Nach dem Abitur absolvierte Kreische eine Ausbildung zum Musicaldarsteller an der Joop van den Ende Academy in Hamburg.
Anschließend zog er nach Wien und gab dort sein professionelles Debüt als Herbert in der Jubiläumsproduktion von Roman Polańskis „Tanz der Vampire“ im Wiener Ronacher.
Ebenfalls dort wurde er 2018 als Annas in „Jesus Christ Superstar“ engagiert.
Ab November 2018 war er als Billy Kostecki mit „Dirty Dancing“ auf Tournee. Nach der letzten Vorstellung im Deutschen Theater München stieg er bei der Produktion aus, um für das Musical „Die fabelhafte Welt der Amélie“ im Theater Werk 7 zu proben. Dort kreierte er die Rolle des Lucien und war die Zweitbesetzung von Nino und Hipolito/Elton.
Seit dem 15. Oktober 2019 war Kreische in einer Produktion von „Tanz der Vampire“ als Herbert im Metronom Theater in Oberhausen zu sehen.

## Rollen
- 09/2017–06/2018: Tanz der Vampire (Wien) als Herbert[1]
- 2018: Jesus Christ Superstar als Annas[2]
- 11/2018–01/2019: Dirty Dancing als Billy Kostecki[3]
- 02/2019–09/2019: Die fabelhafte Welt der Amélie (München) als Lucien/Cover Nino/Cover Hipolito/Elton[4]
- 10/2019–03/2020: Tanz der Vampire (Oberhausen) als Herbert[5]
- seit 01/22: Ghost – Nachricht von Sam (Tour)
- seit 10/22: Ensemble und Quasimodo Cover in „Disney‘s der Glöckner von Notre Dame“ im Ronacher in Wien
- seit 10/23: Ensemble und Cover Alter Ego in "Rock me Amadeus – Das Falco-Musical"